# Wischkontakt

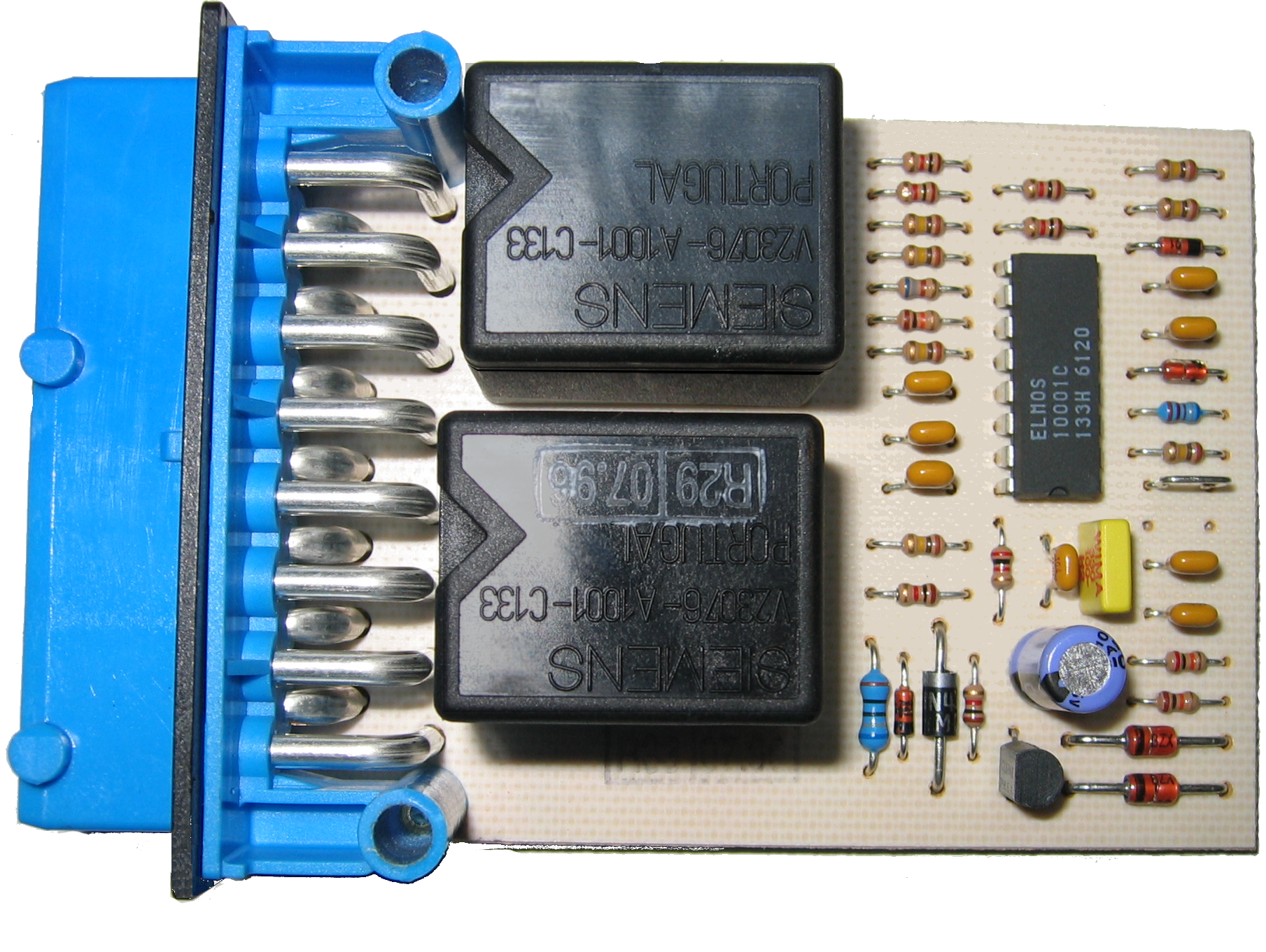
Wischermodul

Wischkontakt (kurz: Wischer) ist die Bezeichnung für einen elektronischen oder elektromechanischen Baustein oder eine elektronische Schaltung, die als Reaktion auf einen Impuls am Eingang einen einmaligen Impuls mit definierter Amplitude und von definierter Zeitdauer (Pulsbreite) am Ausgang liefert.
Der Beginn des Ausgangsimpulses erfolgt nach einer logischen Änderung des Eingangssignalpegels (Flankenerkennung). Der Ausgangsimpuls kann elektronisch oder elektromechanisch erzeugt werden. Er bleibt unabhängig vom Eingangssignal eine vordefinierte Zeit bestehen.
Liegt das Eingangssignal länger als der Ausgangsimpuls an, wirkt der Wischkontakt signalverkürzend. Liegt das Eingangssignal kürzer als der Ausgangsimpuls an, wirkt der Wischkontakt signalverlängernd.
Abhängig von der ausgangsaktivierenden Signalflanke unterscheidet man Einschaltwischkontakte (Ausgangsimpuls startet mit steigender Flanke bei beginnendem Eingangspegel), Ausschaltwischkontakten (Ausgangsimpuls startet mit fallender Flanke bei endendem Eingangspegel) und welche, die bei beiden Wechseln einen Impuls generieren.

## Varianten
- Einschalt-Wischkontakt bzw. -Relais: Ausgangsimpuls bei kommendem Eingangssignal (L/H-Flanke)
- Ausschalt-Wischkontakt bzw. -Relais: Ausgangsimpuls bei gehendem Eingangssignal (H/L-Flanke)
- Kombination aus beiden Verhalten: Ausgangsimpuls sowohl bei kommendem als auch gehendem Eingangssignal

| Schaltsymbole | Schaltsymbole                                    | Impulsdiagramme |
| ------------- | ------------------------------------------------ | --------------- |
|               | Wischkontakt Kontakt bei Betätigung              |                 |
|               | Wischkontakt Kontakt bei Rückfall                |                 |
|               | Wischkontakt Kontakt bei Betätigung und Rückfall |                 |

## Begriffsverwendung
Während ursprünglich nur mechanische Bauelemente wie z. B. bestimmte Relais oder Schalter als Wischer bezeichnet wurden (zur Erzeugung des Impulses „wischt“ dort ein Kontakt über sein Gegenstück), taucht der Begriff inzwischen auch in Verbindung mit anderen Bauelementen oder Funktionen auf. So werden in der Elektronik nicht retriggerbare Monoflops aufgrund des gleichen Ausgangsverhaltens teilweise als Wischer bezeichnet. Auch in der Softwaretechnik taucht der Begriff auf, so werden beispielsweise bei einer SPS häufig Bits als Wischer bezeichnet, wenn sie nur für einen Programmzyklus gesetzt sind und damit der Flankenerkennung dienen.

## Anwendungsbeispiele
- Erzeugung definierter Impulse aus mechanischen Kontaktbetätigungen oder Signalen variabler Länge
- Treppenlichtautomat
- Wischerrelais, die so ausgelegt sind, dass sie auch bei sehr kurzen Eingangsimpulsen sicher ansprechen
- Zweihandbedienung bei Pressen und dergleichen – 2 Schalter müssen gleichzeitig betätigt werden; damit wird sichergestellt, dass beide Hände aus dem Gefahrenbereich heraus sind